# Árni Magnússon
Árni Magnússon, född 13 november 1663, död 6 januari 1730, var en isländsk historiker och samlare.

## Biografi

### Uppväxt
Árni Magnússon var prästson och räknade bland sina förfäder på fädernesidan Snorre Sturlasson, på mödernesidan Gísli Jónsson, protestantisk biskop i Skálholt. 

### Utbildning och karriär
Árni Magnússon blev 1685 teologie kandidat och amanuens hos Thomas Bartholin den yngre samt vistades i dennes hus till hans död (1690). År 1694 blev han professor i Köpenhamn, dock utan lön, företog 1694-96 en studieresa i Tyskland och utnämndes 1697 till sekreterare i Gehejmearkivet, 1701 till professor i dansk fornkunskap ("Antiquitates danicæ") och 1721 i historia. Det är dock osäkert huruvida han någonsin höll föreläsningar.

### Ny jordebok
År 1702 sändes han till Island för att tillsammans med Páll Vídalín ordna öns jordbeskattning; hans utkast till en ny jordebok innehåller en mängd historiska och statistiska upplysningar. På Island stannade han i tio år och samlade där ett stort antal gamla handskrifter och dokument som han medförde till Danmark. I sitt samlarnit visade han ej alltid aktning för äganderätten; där han ej kunde komma åt originalen, försäkrade han sig dock om pålitliga avskrifter. Även från Danmark och i synnerhet från Norge förvärvade han genom donation eller köp värdefulla dokument.
Vid den stora eldsvådan i Köpenhamn 1728 miste han sin egen boksamling och sina lärda anteckningar, men blott en ringa del av sin dyrbara handskriftsamling. Vid sin död skänkte han denna (Arnamagnaeanska samlingen, Arnamagnæan Codex) till universitetsbiblioteket, jämte ett kapital (Arnamagnaeanska legatet), avsett till bekostnad av fornskrifters utgivande och till understöd åt isländska studenter som ägnade sig åt sådant arbete. Samlingen omfattar över 2 800 handskrifter (därav 500 på pergament) och över 10 000 dokument, antingen original (5 600) eller avskrifter, från Island, Norge och Danmark. En katalog utkom 1888–1894 i två band. Själv utgav Árni Magnússon endast några få av fornskrifterna, men genom sin samling gjorde han stora insatser för studiet av Nordens forntid. Arnamagnaeanska legatet har bekostat utgivandet av en mängd viktiga fornskrifter.
Högskolor och institut i både Köpenhamn[källa behövs] och Reykjavik är namngivna efter honom, till exempel Árni Magnússon-institutet i Reykjavik.
Idag består Den Arnamagnæanske Håndskriftsamling av cirka 3 000 handskrifter, varav 1 400 finns i Köpenhamn, medan resten är överförda till Island. Samlingen handhades tidigare av Det Arnamagnæanske Institut, men sedan 2003 av Den Arnamagnæanske Samling, som ingår i Institut for Nordiske Studier og Sprogvidenskab vid Köpenhamns universitets humanistiska fakultet.